# Władysław Leszczyński (wojewoda łęczycki)
Władysław Leszczyński z Leszna herbu Wieniawa (ur. 1613 w Lesznie, zm. przed 30 marca 1679) – wojewoda łęczycki.

## Rodzina
Najmłodszy syn Wacława (zm. 1628), kanclerza wielkiego koronnego i Anny Rozdrażewskiej (zm. po 1619), córki Jana Rozdrażewskiego (zm. 1600), wojewody poznańskiego. Do jego rodzeństwa należeli: Rafał Leszczyński (ur. ok. 1607, zm. 1647), pułkownik królewski; Jan Leszczyński (zm. 1657), biskup kijowski i chełmiński; Katarzyna Leszczyńska, żona Stanisława Grzymułtowskiego, starosty średzkiego, później Jana Piotra Opalińskiego (1600–1665), wojewody kaliskiego i podlaskiego; Marianna Leszczyńska, żona Andrzeja Tuczyńskiego, podkomorzego inowrocławskiego; Anna Leszczyńska, żona Jana Teodoryka Potockiego, podkomorzego halickiego; Barbara Leszczyńska, żona Wojciecha Miaskowskiego, kasztelana santockiego i Andrzej Leszczyński (zm. 1658), arcybiskup gnieźnieński i kanclerz wielki koronny.
Ojciec Władysława, Wacław początkowo wyznający kalwinizm, następnie przeszedł na katolicyzm, natomiast jego matka do końca była gorliwą kalwinistką. Rodzeństwa Władysława, z wyjątkiem Anny wyznawało katolicyzm.

## Małżeństwa i dzieci
Trzykrotnie żonaty. Pierwsza jego żona Katarzyna z Błociszewa Gajewska herbu Ostoja (zm. 1663), poślubiona w 1632 roku, była córką Łukasza i rodzoną siostrą Wojciecha (zm. 1657), kasztelana rogozińskiego. Z małżeństwa urodziło się 9 dzieci: Anna, została w 1653 roku żoną Stanisława Bykowskiego, starostę kłodawskiego, następnie Stanisława Michała Skoryszewskiego; Teresę, późniejszą wybrankę Gabriela Karnkowksiego (zm. 1667), kasztelana raciąskiego, a następnie Stanisława Zajączka Z Wrzącej herbu Świnka; Konstancja, Magdalena i Marianna były zakonnicami w Trzebnicy i Wieluniu; Rafał był zakonnikiem kamedułą; Andrzej (zm. 1683) kanonikem gnieźnieńskim, proboszczem łowickim i opatem czerwińskim; Wacław (1632–1688), wojewodą podlaskim, zaś Jan Ignacy (zm. 1696/1697), podczaszym koronnym.
Druga żona Agnieszka z Kołacina Plichcianka herbu Półkozic, córka Walentego (zm. 1639), kasztelana rawskiego była wdową po Mikołaju Kazimierzu Radziejowskim, kasztelanie łęczyckim i Zygmuncie Walewskim, podkomorzym łęczyckim. Była bezpotomna, zmarła 1674.
Trzecia żona, Barbara Walewska herbu Kolumna (inaczej Pierzchała lub Roch), rodzona córka podkomorzego łęczyckiego, poślubiona w 1675, urodziła córkę Ludwikę. Ludwika Leszczyńska została żoną Damiana Garczyńskiego, chorążego poznańskiego, potem Jana Jeło Malińskiego, podkomorzego łęczyckiego. Po śmierci Władysława, Barbara Walewska po raz drugi wyszła za mąż w 1680 roku za Michała Lasockiego, podkomorzego wyszogrodzkiego.

## Wykształcenie i kariera
Początkowo kształcił się w kolegium jezuitów. W wieku 10 lat w czasie przyjazdu króla Polski Zygmunta III Wazy zagrał w sztuce teatralnej "Prudencję" w teatrze szkolny. Rok później napisał wiersz na cześć prymasa Henryka Firleja. Odbył studia w Ingolstadt. 
Karierę na dworze królewskim rozpoczął w 1634 roku. Był posłem na sejm konwokacyjny 1648, oraz ma inne sejmy w latach 1642, 1649/1650, 1652, 1653, 1654 i 1655. Poparł kandydaturę Jana II Kazimierza na króla Polski z województwa kaliskiego. Od 1649 roku pracował w komisji wojskowej wypłacającej żołd dla wojska. 
Wkrótce został krajczym dworu Królewskiego i królowej. Dnia 29 lipca 1650 roku został mianowany podkomorzym poznańskim, następnie został podczaszym dworu królewskiego (1652).
Uczestniczył w bitwie pod Beresteczkiem ze swą kozacką chorągwią na prawym skrzydle. Po sejmikach z 1652 otrzymał jako rotmistrz Jego Królewskiej Mości początkowo 100 koni arkabuzerów, z czasem liczba ta wzrosła do 150. Na sejmiku z roku 1653 powierzono mu wykupienie polskich jeńców z niewoli tatarskiej. Na ten cel otrzymał kwotę 10000 zł z legatu ks. Targowskiego.
Brał udział w zjeździe senatorów i dygnitarzy wielkopolskich w listopadzie 1654 roku. Miał zastępować Bogusława Leszczyńskiego, powołując w razie potrzeby szlachtę pod broń przeciw grasantom. Oskarżony o nadużywanie władzy, został skazany na banicję w Trybunale Lubelskim (1654). W czasie najazdu Szwedów 1655 przebywał na emigracji we Wrocławiu, tworząc tam oddziały wojskowe gotowe do walki i obrony kraju. 
W roku 1657 został mianowany wojewodą łęczyckim. Otrzymane po ojcu dożywotnie dobra majątkowe koło Kalisza sprzedał, uzyskawszy 27000 zł. Sumę tę przeznaczył na zaciąg rekrutów do swego oddziału oraz do kompanii dragonów. W czasie rokoszu Jerzego Lubomirskiego (1665) opowiedział się po stronie szlachty wielkopolskiej. Za namową Krzysztofa Grzymułtowskiego brał udział w wyprawie szlacheckiej przeciw królowi. Jego chorągiew liczyła 180 husarzy. Poważniejszej roli w rokoszu nie odegrał. Był członkiem konfederacji generalnej zawiązanej 5 listopada 1668 roku na sejmie konwokacyjnym. Na sejmie konwokacyjnym 1668 został przydzielony do świty prymasa oraz rewizji skarbu państwa. Był elektorem Michała Korybuta Wiśniowieckiego z województwa łęczyckiego w 1669 roku. W 1674 roku był elektorem Jana III Sobieskiego z województwa łęczyckiego.

## Dobra majątkowe
Pełnił obowiązki starosty wiśniowskiego (1645–1657), tyszowieckiego (1651) i ostrzeszowskiego (1652). Wsie koło Kalisza: Tykadłowo, Russowo i Tłokinię oddał swemu synowi Janowi w 1669 roku. Zamek w Gołuchowie oraz przylegające do niego wsie sprzedał Stanisławowi Przyjemskiemu. Kupił zaś miasteczko Raszków. 
Pod koniec życia przebywał w rodzinnej posiadłości swej drugiej żony, w Studziankach, w powiecie gostyńskim. Rodzina Plichtów z Kołacina procesowała się z nim o podział spadku w Kołacinie i Kobylinie. W Kaliszu posiadał Kamienicę nazwaną później "Kamienicą Czartoryskich".